# Ögontröstsläktet
Ögontröstsläktet (Euphrasia) är ett växtsläkte i familjen snyltrotsväxter, som i mellersta och norra Europa innefattar ett stort antal arter. I Skandinavien finns ett tiotal. Dessa står varandra mycket nära, och skiljer sig åt endast genom olika förgrening och hårighet samt blomkronans storlek. Åtminstone i södra Sverige är olika blomningstid artskiljande, i det vissa arter till sin utveckling är försommar-(juni-)växter, andra höstväxter. Alla växer på ängsbackar, i skogsbryn, på vägkanter, hedar och liknande torra ställen. Namnet "ögontröst" kommer av dessa örters forna användning vid ögonsjukdomar.
Ögontröst parasiterar på andra växter på det sättet, att deras hårfina rotgrenar fäster sig med sugvårtor vid närstående växters rötter, till exempel gräs. Ögontröst kan såsom klorofyllhaltig själv bereda sitt byggnadsmaterial, vilket däremot parasiter, exempelvis Lathræa och Cuscuta inte kan Därför kallar man ögontröstarna halvparasit. Detta gäller även om de fem närmast följande släktena, som alla har svagt rotsystem och fina rötter med sugvårtor. Dessa släkten bildar tillsammans en naturlig grupp eller underfamilj, utmärkt av 5-flikig, 2-läppig krona, men blomfodret 4-flikigt som hos Veronica; de flesta har motsatta blad.

## Några arter
- Ljungögontröst (Euphrasia micrantha)
- Stor ögontröst (Euphrasia rostkoviana subsp. rostkoviana)
- Strandögontröst (Euphrasia bottnica)
- Svensk ögontröst (Euphrasia stricta var. suecica)
- Vanlig ögontröst (Euphrasia stricta var. brevipila)
- Vätögontröst (Euphrasia stricta var. gotlandica)
- Späd ögontröst (Euphrasia stricta var. tenuis)
- Finnögontröst (Euphrasia rostkoviana subsp. fennica)